# بيت الريح (فلم)
بيت الريح فلم تلفزيوني مغربي من إخراج إيمان المصباحي وكتابة عبد الإله الحمدوشي.